# Marc Durand (journaliste)
Pour les articles homonymes, voir Marc Durand et Durand.

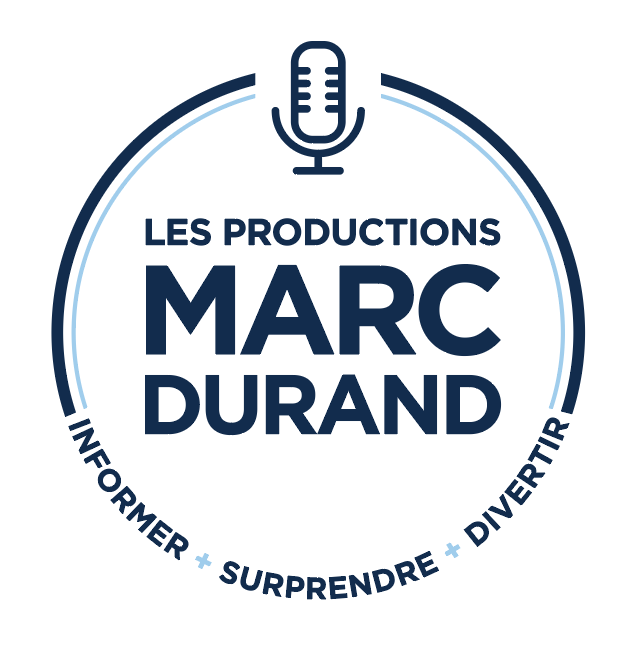
Logo de la compagnie Productions Marc Durand

Marc Durand est un journaliste sportif québécois né à Loretteville le 25 avril 1964. 
Il a commencé sa carrière professionnelle à TQS où il a été animateur et réalisateur de l'émission Hebdo Sports de 1994 à 2002. Entre 2002 et 2014, il est journaliste à la télé de Radio-Canada pour les émissions « Adrénaline », « Le Revers de la Médaille » et « Au-dessus de la mêlée » et Droit au but. Il se spécialise dans le reportage et le portrait biographique. Il est le président de la Société d'Histoire du Sport de la Capitale-nationale (SHSCN) et membre de la Société Internationale de Recherche en Hockey (SIRH).
Il a été de la couverture des JO d'Athènes, Turin, Pékin, Vancouver, Londres, Sotchi, Rio,  Pyeongchang et Tokyo ainsi qu'aux Championnats du monde d'athlétisme (Paris, Helsinki), de natation (Barcelone, Montréal), de patinage de vitesse (Vancouver), de vélo de montagne (Mont Ste-Anne, 98 et 2010), de snowboard (Whistler et Stoneham), de ski acrobatique (Salt Lake City, 2003 et 2011) et de ski alpin en Autriche (2013). Il a aussi couvert les Jeux du Commonwealth de Delhi (2010), Glasgow (2014), Gold Coast (2018) et Birmingham (2022), les Jeux panaméricains et parapanaméricains de Toronto (2015) et les Jeux de la Francophonie en Côte d'Ivoire (2017). 
À l'animation, Il a été coanimateur des matchs de soccer de l'Impact de Montréal en 2007 et animateur-journaliste-réalisateur de l'émission "Tellement Sport" consacré aux athlètes d'élites canadiens entre 2008 et 2011. Cette émission a mérité le Gémeaux de la meilleure émission ou série sportive en 2010. Il a animé Objectif Sotchi (2013-14) et Enfin Sotchi (2014).
Il a aussi et animateur-journaliste du football universitaire à Radio-Canada entre 2011 et 2014, remportant en 2013 le Gémeau de la meilleure animation, série ou émission sportive, en compagnie de ses collègues.  
Il a mis de l'avant sa compagnie de production, Les Productions Marc Durand, incorporée depuis 2002. Il est toutefois encore associé à Radio-Canada, produisant entre autres plusieurs chroniques, reportages et documentaires, dont Guy Lafleur, Le Rassembleur diffusé en 2022.  
Auteur, il a écrit "La Coupe à Québec, les Bulldogs et la naissance du hockey" en 2012 et "Jean Béliveau, la naissance d'un héros" en 2017, aux Éditions Sylvain Harvey, en collaboration avec la Commission de la Capitale Nationale du Québec. En 2021, parait son plus récent livre, "Guy Lafleur, la naissance d'une idole".
En 2017, il a animé, réalisé et signé la série documentaire "Le Sport aux enchères" diffusé à l'antenne de RDS et Canal D. 
Il est président et cofondateur de la Société d'histoire du sport de la capitale nationale depuis 2015.  